# Srí Lanka-i konyhaművészet

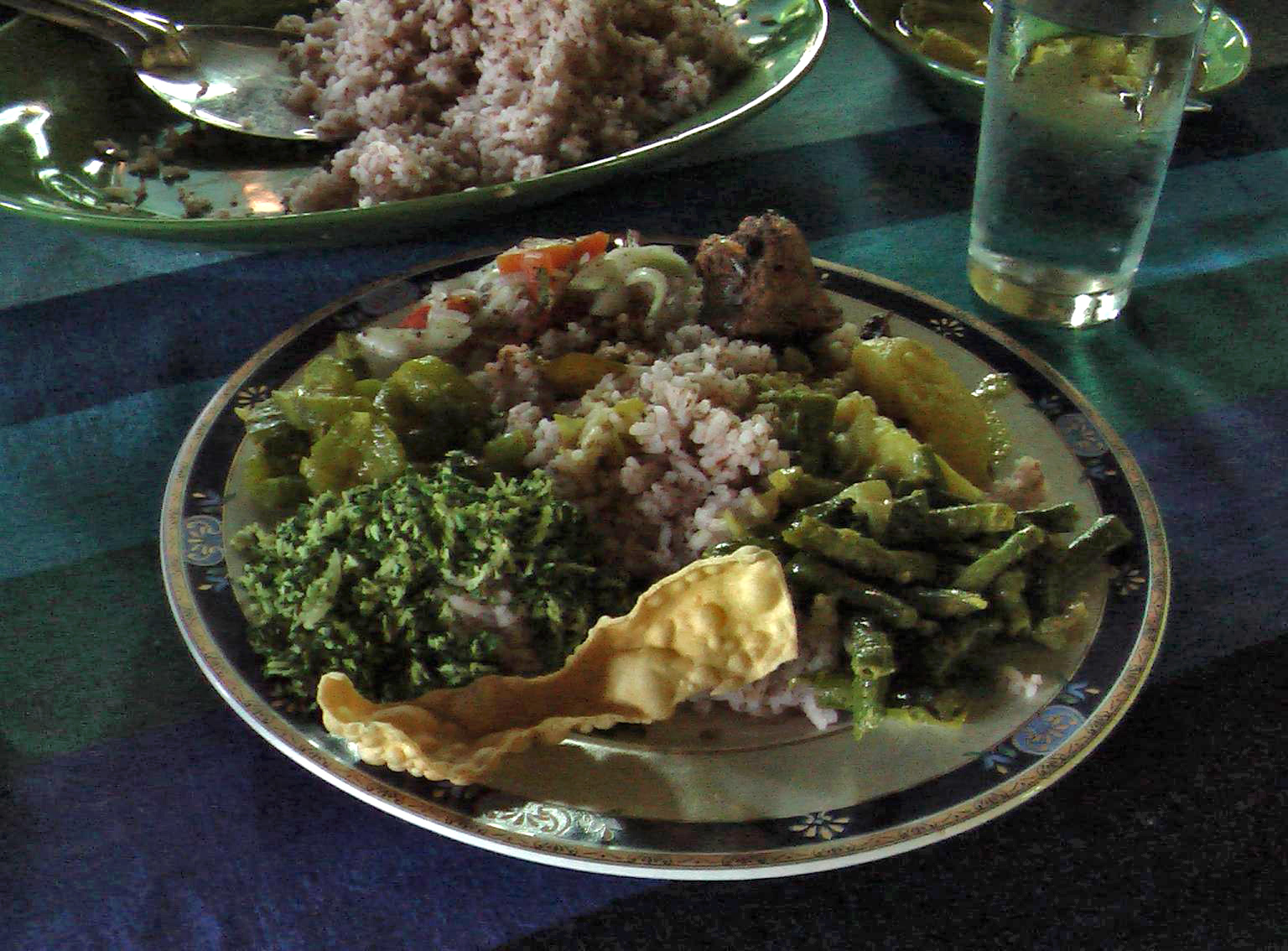
Egy rizses, currys étel

A Srí Lanka-i konyha számos történelmi, kulturális hatásnak köszönhetően fejlődött ki. Az első komolyabb külső hatást a holland gyarmatosítók fejtettek ki, akik a saját ételeiket hozták a szigetre, emellett az indonéz konyha és India déli területének a konyhája is hatással volt. A Srí Lanka-i konyha alapja a rizs, a kókusz és a fűszerek.

## Ételek
A Srí Lanka-i konyha legfőbb étele a rizs, amit gőzölve és párolva is esznek. A rizset hal, csirke, marha vagy birkahúsos curryvel fogyasztják, emellett a különböző zöldséges és gyümölcsös curryket.
Az ételek köreteiként a savanyú zöldségek és gyümölcsök szolgálnak, illetve a csatnik, szambolok. Ez utóbbira példa a kókuszszambol (Pol Sambol), amelyben kókuszreszeléket kevernek csilipaprikával, Maldív-hallal és a lime levével.

### Kiribat
Srí Lanka legjellegzetesebb hagyományos étele a kiribat, amely nem más, mint rizs kókusztejben megfőzve. Számos ünnepi alkalommal fogyasztják. Lehet enni édesen vagy sós-fűszeres mártásokkal is.

### Kottu
A kottu egy rázva pirított fűszeres, szaggatott roti kenyér zöldséggel, amelynek jellemző hozzávalói a tojás, hús és a sajt is.

### Hoppers
Egy erjesztett felfújt, amit rizslisztből kókusztejjel és fűszerekkel készítenek. Az ételt serpenyőben sütik, illetve párolva. A felfújtat élesztővel vagy pálmaborral erjesztik. A hoppers variáció lehetnek pikánsak (mint a mézes, tojásos vagy a tésztahoppers), illetve édesek ( mint a vandu appa és pani appa). A pikáns hoppersek köreteként a lunumiris fűszerkeveréket tálalják, amely vöröshagymából és más fűszerekből készül.

### Lamprais
A Srí Lanka-i holland gyarmatosítók étele, amelyben gőzölt rizst fasírttal, padlizsáncurryvel, blacsannal, illetve seeni szambollal tálalnak.

### Pittu
Hengerben gőzölt rizs reszelt kókusszal.